# Terravision (programa computacional)
Terravision es un software de cartografía 3D desarrollado en 1993 en Berlín por la empresa alemana ART +COM  como una «representación virtual en red de la tierra, basada en Imagen satelital fotos de satélite, tomas aéreas, datos de altitud y datos arquitectónicos». El desarrollo del proyecto fue apoyado por Deutsche Post (ahora Deutsche Telekom ). En 2014, ART +COM presentó una demanda contra Google, alegando que Google Earth (desarrollado en 2001) infringía los derechos de su patente de Terravision (1995). Perdió el juicio en mayo de 2016, cuando el jurado del Tribunal de Distrito de los Estados Unidos para el Distrito de Delaware falló a favor de Google. También perdió en la apelación en la Corte de Apelaciones del Circuito Federal en 2017.

## Descripción
Terravision es una representación virtual en red de la tierra,  basada en imágenes de satélite, tomas aéreas, datos de altitud y datos arquitectónicos. 
El proyecto fue realizado por Joachim Sauter, Pavel Mayer, Axel Schmidt, Gerd Grueneis, Dirk Luesebrink, Hendrik Tramberend y Steffen Meschkat utilizando una computadora Onyx desarrollada por Silicon Graphics, Inc. Dado que Terravision fue el primer sistema que proporcionó una navegación web y una visualización fluida de la tierra en un entorno de datos espaciales, Joachim Sauter consideró a Google Earth como una copia.

## Historia
Terravision se fundó en 1993, originalmente era un proyecto de arte de ART +COM en Berlín, un colectivo de artistas y piratas informáticos, algunos adscritos al Chaos Computer Club. En 1995, ART +COM presentó una patente denominada «Método y dispositivo para la representación pictórica de datos relacionados con el espacio». En 1995, Deutsche Post (ahora Deutsche Telekom) se acercó a ART +COM en busca de aplicaciones de alta gama para su red VBN de alta velocidad.
En 1994, ART +COM presentó su proyecto (entonces denominado) T_Vision en la Conferencia de Plenipotenciarios de la Unión Internacional de Telecomunicaciones en Kyoto. Una imagen de la tierra en el espacio en una pantalla de televisión de metro y medio se podría hacer girar con una gran bola de seguimiento junto a ella. Según Mark Pesce, los dos programadores principales de ART +COM, Pavel Meyer y Axel Schmidt, pudieron arreglar el programa de software que habían instalado en Berlín en una máquina diferente, en los últimos 10 minutos antes de la apertura de la conferencia. T_Vision se mostró al público  por primera vez en el Festival de Medios Interactivos en el Variety Arts Center, de Los Ángeles, ganando el premio de 5 000 dólares

### Demanda judicial en contra de Google
En 2001 se presentó Google Earth; en 2006, ART +COM envió un correo electrónico a Google sobre Terravision; El director de tecnología de Google, Michael Jones y Michelle Lee, entonces abogada de Google, mostraron interés en adquirir la patente. Sin embargo, ART +COM no aceptó la oferta, y en 2010 volvió a tramitar su patente, solicitando a Google que obtuviera una licencia. Al no hacerlo, ART +COM presentó una demanda contra Google en febrero de 2014 por infracción de patente, solicitando 100 millones de dólares estadounidenses.
En mayo de 2016, el jurado del Tribunal de Distrito de los Estados Unidos para el Distrito de Delaware determinó que un sistema de visualización geográfica del Stanford Research Institute (SRI) conocido como «SRI TerraVision» se utilizó antes que Terravision.
En octubre de 2017, la Corte de Apelaciones del Circuito Federal ratificó esa decisión e invalidaba la patente de ART +COM.

## Cultura popular
Terravision y sus creadores aparecen en la miniserie alemana de 2021 The Billion Dollar Code, que relata la historia del programa de forma dramatizada y concluye con la demanda por infracción de patente de 2014 que presentaron contra Google. La serie, que se mostró en Netflix, está precedida por un episodio de entrevistas con los desarrolladores de ART +COM de Terravision y su representante legal.